# Somina, Nikšić
Somina este un sat din comuna Nikšić, Muntenegru. Conform datelor de la recensământul din 2003, localitatea are 106 locuitori (la recensământul din 1991 erau 92 de locuitori).

## Demografie
În satul Somina locuiesc 79 de persoane adulte, iar vârsta medie a populației este de 39,8 de ani (37,8 la bărbați și 41,5 la femei). În localitate sunt 25 de gospodării, iar numărul mediu de membri în gospodărie este de 4,24.
Această localitate este populată majoritar de sârbi (conform recensământului din 2003).
|  |

| Demografie | Demografie | Demografie |
| An         | Locuitori  | Locuitori  |
| ---------- | ---------- | ---------- |
|            |            |            |
|            |            |            |
|            |            |            |
|            |            |            |
| 1948       | 351        |            |
| 1953       | 400        |            |
| 1961       | 356        |            |
| 1971       | 308        |            |
| 1981       | 178        |            |
| 1991       | 92         | 92         |
| 2003       | 110        | 106        |

| \| Componența etnică conform recensământului din 2003[2] \| Componența etnică conform recensământului din 2003[2] \| Componența etnică conform recensământului din 2003[2] \| Componența etnică conform recensământului din 2003[2] \| Componența etnică conform recensământului din 2003[2] \| \| ----------------------------------------------------- \| ----------------------------------------------------- \| ----------------------------------------------------- \| ----------------------------------------------------- \| ----------------------------------------------------- \| \| \| \| \| \| \| \| Sârbi \| Sârbi \| \| 90 \| 84,9% \| \| Muntenegreni \| Muntenegreni \| \| 15 \| 14,15% \| \| necunoscută \| necunoscută \| \| 1 \| 0,94% \| |              |  |    |        |
| Componența etnică conform recensământului din 2003 |              |  |    |        |
| |              |  |    |        |
| Sârbi | Sârbi        |  | 90 | 84,9%  |
| Muntenegreni | Muntenegreni |  | 15 | 14,15% |
| necunoscută | necunoscută  |  | 1  | 0,94%  |